# Język tobi
Język tobi, także hatohobei – zagrożony wymarciem język trukański należący do języków mikronezyjskich, używany przez mieszkańców wyspy Tobi w stanie Hatohobei Palau.